# Tatiana Samouil
Tatjana Alexandrowna Samouil oder Tatiana Samouil (russisch Татьяна Александровна Самуил; * 5. Oktober 1974 in Perm, Sowjetunion) ist eine russisch-belgische Violinistin. Sie lehrt als Professorin am Königlichen Konservatorium in Brüssel und am Superior Center of Arts Musikene in San Sebastián, Spanien. Tatiana Samouil ist die Schwester der Opernsängerin Anna Samuil.

## Leben

### Ausbildung
Tatiana Samouil stammt aus einer Musikerfamilie und erhielt ihren ersten Violinunterricht im Alter von sechs Jahren. Drei Jahre später gab sie ihr erstes Recital und debütierte als Solistin mit dem Nationalorchester von Moldawien.
Tatiana Samouil studierte bei großen Meistern wie Maja Glezarova am Moskauer Tschaikovsky-Konservatorium, wo sie mit dem Solistendiplom abschloss. Später wurde sie in die Meisterklasse von Igor Oistrach am Königlichen Konservatorium in Brüssel und in die „Chapelle Musicale Reine Elisabeth“ aufgenommen (Meisterdiplom mit Spezialpreis Maurice Lefrank), sie vollendete ihre Studien bei José-Luis Garcia in „Escuela Superior de Música Reina Sofía“ in Madrid.

### Internationale Wettbewerbe
Tatiana Samouil ist Preisträgerin zahlreicher bedeutender internationaler Wettbewerbe.
- 1998 · Tenuto Classical Music Contest for Belgian Radio and Television in Brüssel / Belgien · (1. Preis)
- 1998 · Internationaler Henri-Vieuxtemps-Wettbewerb in Verviers / Belgien · (1. Preis)
- 1999 · Concours International de Jeunes Concertistes in Douai / Frankreich · (Preisträger)
- 2000 · International Jean Sibelius Violin Competition in Helsinki / Finnland · (4. Preis)
- 2001 · Concours Reine Elisabeth in Brüssel / Belgien · (Preisträger)
- 2001 · Michael Hill International Violin Competition in Auckland / Neuseeland · (Goldmedaille)
- 2002 · XII. Internationaler Tschaikowski-Wettbewerb in Moskau / Russland · (3. Preis)

### Konzerttätigkeit
Nach dem Gewinn zahlreicher Wettbewerbspreise begann ihre internationale Karriere als Solistin mit Orchestern wie dem Belgischen Nationalorchester, dem Orchestre Symphonique de la Monnaie, dem Finnischen Radioorchester, dem Nationalen Kammerorchester Toulouse, dem Brandenburgischen Staatsorchester, der Klassischen Philharmonie Bonn, der Radiophilharmonie Bukarest, der Holland Sinfonia, dem Russischen Nationalorchester, dem Philharmonischen Orchester Sankt-Petersburg und dem Deutschen Kammerorchester Berlin.
Sie arbeitete zusammen mit namhaften Dirigenten wie Kazushi Ōno, Heribert Beissel, Alexander Anissimov, Bjarte Engeset, Alexander Rahbari, Gilbert Varga, Luis Gorelic, Miguel Harth-Begoya usw.
Als Kammermusikerin wird Tatiana Samouil regelmäßig zu großen internationalen Festivals eingeladen, so z. B. zum Festival de Menton, Festival van Vlaanderen, Festival Flagey, Florilegio Festival (Spanien), International Chamber Music Festival Schiermonnikoog (Holland) und zum Consonances Festival (Frankreich). Sie musiziert u. a. an der Seite von Gerard Caussé, Augustin Dumay, Frans Helmerson, Katia und Marielle Labèque, Mihaela Martin, Bruno Pasquier und Sonia Wieder-Atherton.
Sie konzertierte auf Tourneen in Südamerika, Russland, Moldawien und in der Türkei und gibt regelmäßig Konzerte in ganz Europa.

### Karriere
In den Jahren 2003 bis 2006 unterrichtete Tatiana Samouil am Konservatorium in Namur. Seit 2004 ist sie Professorin für Violine an der Chapelle Musicale Reine Elisabeth und seit 2002 Erste Konzertmeisterin des Orchestre Symphonique de la Monnaie.
Im Jahr 2006 erhielt Tatiana Samouil für ihre CD-Aufnahme sämtlicher Werke für Violine und Klavier von Prokofjew (mit Plamena Mangova) 4 Sterne der französischen Musikzeitschrift Le Monde de la musique und 5 Sterne des renommierten Musikjournals Diapason.

## Diskografie
- Prokofjew · Sämtliche Sonaten für Violine · (CD) · Tatiana Samouil (Violine), Plamena Mangova (Klavier) · (Cypres)
- Tatiana Samouil spielt Schubert, Prokofjew & Sarasate · (CD) · Tatiana Samouil (Violine), Liuba Aroutounian (Klavier) · (AMV)
- Brahms · Violinkonzert · (CD) · Tatiana Samouil (Violine), Dmitri Liss (Dirigent), Russisches Nationalorchester · (Triton)
- Werke von Charles Camilleri & Peter-Jan Wagemans  · (CD) · Tatiana Samouil & Trio Nota Bene
- New Names · 1993 · (CD) · Tatiana Samouil (Violine), etc · (Melodiya Record Company)